# باكوس (حي)

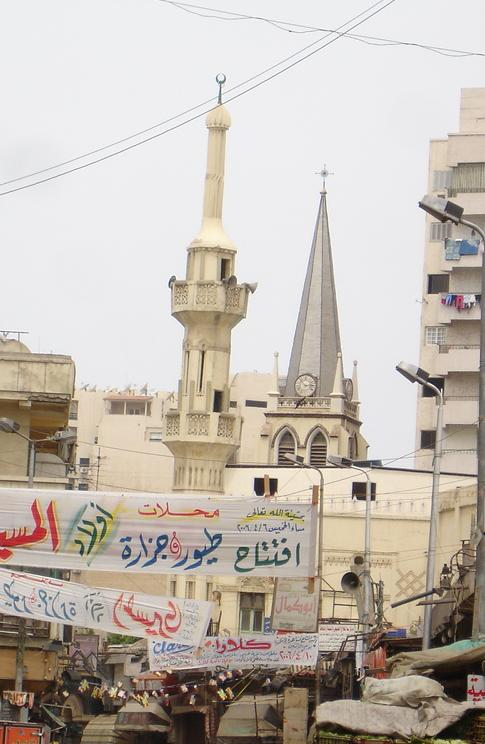
مسجد وكنيسة في حي باكوس

حي باكوس حي شعبي من أعرق وأقدم الأحياء في وسط الإسكندرية يقع في محافظة الإسكندرية شمال مصر. يُعتقد أن التسمية نسبت إلى باكوس أو باخوس إله الخمر عند الإغريق والرومان الذين كانوا يسكنون الحي بكثرة آنذاك.
في حين يقول آخرون أن محطة باكوس ومحطة شوتس تنسبان إلى الشخصين اللذين قاما بمد شريط ترام الإسكندرية من محطة الرمل والأزاريطة ليصل في نهايته إلى كلية فيكتوريا، وليس كما يظن البعض نسبة لسكن اليونانيين فيها، لأن معظم اليونانيين والأوروبيين عموما يسكنون قريبا من شاطئ البحر (ويظهر هذا في الأبنية الموجودة في زيزينيا ومنطقة سان ستيفانو).

## تاريخ
كان حي باكوس في السابق قبل التأميم يؤوي أسراً من الجاليات الأرمنية واليونانية، إلا أن التقدم العمراني في هذا الحي واختلاف تركيبته السكانية وأحداث ثورة 1952 محت الكثير من قصوره حيث أُنشئت مكانها عمارات متعددة الطوابق ما أدى إلى هجرة هذه الجاليات من الحي. مع ذلك بقيت بعض العقارات كما هي مثل مدرسة عبد العزيز جاويش.

## معالم
ومن معالم الحي المميزة البيت الذي ولد فيه الرئيس جمال عبد الناصر والذي تحول حاليا إلى متحف جمال عبد الناصر وأيضاً بيت الأستاذ محمد محمود شعبان " بابا شارو" وهو أقدم إذاعي في مصر. ومن معالم حي باكوس الباقية أشهر سوق للخضار والفاكهة والأسماك في الإسكندرية، و يبقى العمل فيه ليلاً ونهاراً بصفة مستمرة. و يضم الحي أيضا مبنى للإذاعة والتلفزيون.
تتداخل منطقة باكوس مع عدد من المناطق المجاورة مثل جليم وزيزينيا شمالا، فلمنج والظاهرية غربا، جاناكليس وشدس شرقا، كوبري الناموس والصالحية. من أهم شوارع باكوس شارع مصطفى كامل الذي يخترق الحي من الشرق إلى الغرب وشارع الإذاعة وشارع العقصة وشارع الشجاعة الذي يخترق الحي من الشمال إلى الجنوب. ومن الشوارع الرئيسة التي تقطع باكوس طولا شارع السوق (ويقطعها من الترام حتى كوبري الناموس مرورا بمزلقانات السكك الحديدية التابعة لخط قطار أبو قير) وشارع القومية العربية (سينما ليلي أو سينما الحرية سابقا) ومسرح قيس وأمام السينما شارع يسمى شارع شلبي ميخائيل وهو من أهم شوارع هذه المنطقة أو كما يسمى حاليا شارع الشيخ عوض ختال العلواني نسبةً إلى شيخ كان يسكن فيه.